# Demokracja Proletariatu
Demokracja Proletariacka (włoski: Democrazia Proletaria, DP) – włoska komunistyczna partia polityczna.

## Historia
Ugrupowanie w zostało założone w 1975 roku na krótko przed wyborami które odbyły się rok później, wystartowała z nimi wspólnie z Proletariacką Partią Jedności. Na poziomie lokalnym dołączyły się do nich mniejsze grupy. W wyborach w 1976 proletariacka lista uzyskała 1,51 procenta poparcia. Głównym liderem ugrupowania był Mario Capanna, jeden z liderów studenckiego zrywu w 1968. Podczas kampanii wyborczej 1978, Peppino Impastato, czołowy działacz DP z Sycylii, został zamordowany przez mafię.
W wyborach do Europarlamentu w 1979 ugrupowanie uzyskało 0,7 procent poparcia i 1 mandat eurodeputowanego.
W wyborach do parlamentu w 1983 roku partia uzyskała 542,039 głosów (1.47%), w 1987 natomiast 642,161 głosów (1.66%) i 8 mandatów poselskich.
W dniu 9 czerwca 1991 r. kongres DP w Riccione podjął decyzję o połączeniu się partii z Odrodzeniem Komunistycznym.